# Los Pasteles Verdes
Los Pasteles Verdes es un grupo musical peruano de baladas románticas, surgido a inicios de la década de los 70, en la ciudad de Chimbote en el Perú, aunque han desarrollado gran parte de su carrera en Argentina y México.

## Historia
Los Pasteles Verdes se forma en 1972 en Chimbote (Perú).Originalmente estaba integrado por Aldo Guibovich Salazar (voz), Hugo Acuña Lecca (guitarra), César Acuña (teclados), Miguel Moreno (bajo), Ernesto Pozo (batería), Raúl Padilla (percusiones) y Germán Laos (cantante tropical), todos éstos estudiantes del colegio San Pedro (GUE), donde dan sus primeros pasos musicales y se convierten en una sensación entre compañeros de colegio y amistades.
Después de numerosas presentaciones menores en fiestas y festivales, el 13 de octubre de 1973 los directivos de INFOPESA, la empresa discográfica de mayor proyección en el Perú de aquel entonces, les da la oportunidad de grabar dos temas, "Puertos Queridos" (tropical), interpretado por Germán Laos, y "Angelitos Negros" (canción romántica), interpretado por Aldo Guibovich. Para sorpresa de muchos, la dirección de la radio decide promocionar Angelitos Negros y se llegan a convertir en un éxito a nivel nacional.
Viendo el gran impacto que había causado su primer disco sencillo, INFOPESA los convocó para completar el que sería su primer LP, con temas como "El reloj", "Recuerdos de una noche" y "El presidiario" con los que reafirmaron su triunfo.
Su primer Disco de Oro lo recibieron por las altas ventas obtenidas de "El reloj" del autor mexicano Roberto Cantoral. Su segundo disco de oro por el álbum "Recuerdos de una noche" del cantautor chimbotano Fernando Arias Cabello.
Su primer éxito reconocido en México y Estados Unidos fue "Esclavo y amo" del jalisciense José Vaca Flores, que fuera grabado originalmente por Javier Solís, cuyos arreglos en balada moderna les otorgó múltiples premios en su primera gira a México y Estados Unidos en 1976, siendo denominados por las revistas Billboard y Cash Box como "Los románticos de América".
A fines de 1975 INFOPESA decide dividir al grupo para las giras nacionales e internacionales. Por esto, en los siguientes discos colocan el nombre de ALDO en las grabaciones realizadas por Aldo Guibovich, que en 1976 viaja con Miguel Moreno y Ernesto Pozo a México, Estados Unidos y Argentina en su primera gira internacional. Al año siguiente, graban el tema que les abre las puertas de la fama a nivel mundial: "Hipocresía" y logran permanecer en el primer lugar de los rankings internacionales durante varios meses; es tal el impacto, que en Argentina desbanca del primer lugar de popularidad a artistas internacionales como los Bee Gees o Julio Iglesias. "Mi amor imposible" es el LP que les abre las puertas del mundo entero y logran múltiples discos de oro e innumerables premios y reconocimientos tales como el de Billboard, Record World, Notitas Musicales, etc. Por otro lado, Hugo Acuña continuó con César Acuña, Germán Laos y Raúl Padilla en el Perú, en giras nacionales y grabaciones con la voz de Fernando Arias.
El 29 de marzo del 2017, fallece en México Aldo Guibovich,cantante que diera todos los éxitos a Los Pasteles Verdes, dejando el legado de su romanticismo para las siguientes generaciones. Antes de partir, pide que el grupo que ha formado en México, continúe con sus presentaciones con la presencia de Roberto Luján (cantante), Joel Estrada (guitarra), Iván Pizaña (bajo), Miguel Zurita (batería) y Christian Guerrero (teclados),  quiénes han estado en su Grupo "Aldo y Los Pasteles Verdes" en México y el Perú y con quiénes también ha grabado muchos de sus éxitos. Hugo Acuña radica en Estados Unidos y sigue trabajando exitosamente con su grupo "Los Pasteles Verdes de Chimbote, Perú" al lado de sus hijos y el actual cantante Kike Gámez.
Como consecuencia de su enorme popularidad alcanzada, han sido imitados en diferentes países de América Latina, por lo que el nombre artístico "Los Pasteles Verdes" es marca registrada a nivel internacional a favor de los fundadores del grupo musical.

## Discografía
| Año  | Álbum                                                       | Discográfica                     | Formato | Grupo                           |
| ---- | ----------------------------------------------------------- | -------------------------------- | ------- | ------------------------------- |
| 1974 | Recuerdos de una Noche                                      | Infopesa                         | LP      | Los Pasteles Verdes             |
| 1975 | Los Pasteles Verdes. Vol. II                                | Infopesa                         | LP      | Los Pasteles Verdes             |
| 1975 | Con mucho amor                                              | Infopesa, Fénix                  | LP      | Los Pasteles Verdes             |
| 1976 | Mañana de amor                                              | Infopesa                         | LP      | Los Pasteles Verdes canta Aldo  |
| 1976 | Los Pasteles Verdes. Vol. III                               | Infopesa                         | LP      | Los Pasteles Verdes             |
| 1977 | Hipocresía                                                  | DIMSA, Orfeón                    | LP      | Los Pasteles Verdes             |
| 1977 | Mi amor imposible                                           | Infopesa                         | LP      | Aldo y Los Pasteles Verdes      |
| 1977 | El Disco de Oro                                             | Infopesa                         | LP      | Aldo y Los Pasteles Verdes      |
| 1977 | ...Nuevo Horizonte..!                                       | Discolando Records & Tapes Corp. | LP      | Los Pasteles Verdes             |
| 1977 | Pequeña niña                                                | Orfeón                           | LP      | Los Pasteles Verdes             |
| 1977 | Los Fabulosos Pasteles Verdes                               | Infopesa                         | LP      | Los Pasteles Verdes             |
| 1978 | Ruega Por Nosotros - Vol. 4                                 | Velvet                           | LP      | Los Pasteles Verdes             |
| 1978 | Ámame... Ámame...                                           | Infopesa                         | LP      | Aldo y Los Pasteles Verdes      |
| 1978 | Joya Musical en 30 Éxitos Originales de Los Pasteles Verdes | Orfeón                           | LP      | Los Pasteles Verdes             |
| 1978 | Esclavo y amo                                               | DIMSA, Orfeón                    | LP      | Los Pasteles Verdes             |
| 1979 | Mi Amor Imposible                                           | DIMSA                            | LP      | Los Pasteles Verdes             |
| 1980 | Los Pasteles Verdes en U.S.A.                               | Infopesa                         | LP      | Los Pasteles Verdes             |
| 1981 | Solitario                                                   | MICSA                            | LP      | Los Pasteles Verdes             |
| 1982 | 15 Éxitos de Los Pasteles Verdes                            | Discos Gas                       | LP      | Los Pasteles Verdes             |
| 1983 | 14 Éxitos Románticos                                        | Velvet                           | LP      | Los Pasteles Verdes             |
| 1983 | Grandes Éxitos con Los Pasteles Verdes                      | Profomex                         | LP      | Los Pasteles Verdes             |
| 1984 | No fuiste fiel                                              | MICROFÓN ARGENTINA               |         | Aldo y Los Pasteles Verdes      |
| 1985 | Los Pasteles Verdes                                         | Discos Gas                       | Casete  | Los Pasteles Verdes             |
| 1986 | Recuerdos de una noche tropical                             | Horóscopo                        | LP      | Aldo Guibovich y sus Pasteles   |
| 1986 | Baladas & Cumbias                                           | Infopesa                         | LP      | Los Pasteles Verdes             |
| 1987 | 21 Éxitos                                                   | Luna Internacional               | LP      | Los Pasteles Verdes             |
| 1989 | Clásico                                                     | Discos Gas                       |         | Los Pasteles Verdes             |
| 1990 | Corazón solitario                                           | Discos Luna                      | LP      | Los Pasteles Verdes             |
| 1997 | El regreso                                                  | Calipso Records                  | CD      | Los Pasteles Verdes             |
| 2002 | Recopilación de éxitos                                      | Universal                        |         | Los Pasteles Verdes             |
| 2014 | 60 Éxitos del Nuevo Milenio                                 | SKALONA RECORDS                  |         | Aldo y Los Pasteles Verdes      |
| 2015 | Éxitos Eternos                                              | Infopesa                         | CD      | Los Pasteles Verdes             |
| 2016 | Alguien Cantó                                               | SKALONA RECORDS                  | CD      | Los Pasteles Verdes® canta Aldo |
| 2018 | Esclavo y amo (Grandes Éxitos)                              | TITANIO RECORDS                  | CD      | Los Pasteles Verdes®            |